# François Abou Mokh
Mons. François Abou Mokh, BS (1. července 1921, Malúla – 11. srpna 2006 tamtéž) byl syrský mlechitský řeckokatolický duchovní a biskup.

## Stručný životopis
Narodil se 1. července 1921 v Malúle. Stal se členem řádu Basiliánů Nejsvětějšího Salvátora. Na kněze byl vysvěcen dne 12. července 1946. Od roku 1972 do 7. února 1978 byl prokurátorem melchitského řeckokatolického patriarchy v Římě. Dne 7. února 1978 byl zvolen pomocným biskupem melchitského antiochijského patriarchátu a zároveň titulárním arcibiskupem palmýrským. Na biskupa byl vysvěcen 17. března 1978 z rukou Maxima V. Hakima, spolusvětiteli byli Nicolas Hajj a Saba Youakim. Funkci pomocného biskupa vykonával od roku 1978–1992 a poté roku 1996 byl znovuzvolen pomocným biskupem. Znovuzvolenou funkci vykonával do 27. července 1998. V letech 1997–1999 sloužil také v kurii melchitské církve. Zemřel 11. srpna 2006 v rodném městě.

## Publikace
- Les confessions d’un Arabe catholique, Centurion, 1991 ISBN 2-227-32044-3